# Днепр (хоккейный клуб)
Хоккейный клуб «Днепр» Херсон (укр. Хокейний клуб «Дніпро») — украинский профессиональный хоккейный клуб из города Херсон. Основан в 2018 году. Серебряный призер сезона 2018/19 Украинской хоккейной лиги.